# 하타촌 (오카야마현)
하타촌(幡多村)은 오카야마현 조토군에 설치되었던 촌이다. 현재의 오카야마시 나카구의 일부에 해당한다.